# Cubaneraorkestern
Cubaneraorkestern var en svensk dans- och underhållningsorkester med tonvikt på latinamerikansk musik, startad under slutet av 1930-talet. Ett flertal kända musiker medverkade genom åren.
Orkesterns klädsel var inspirerad av den musik de i huvudsak framförde: sombreros, vita sidenskjortor med vida ärmar, färgglada halsdukar etcetera – vilket tillsammans med spelglädjen satte prägel på deras framträdanden.